# Грос-Умштадт
Грос-Умштадт (нім. Groß-Umstadt) — місто в Німеччині, знаходиться в землі Гессен. Підпорядковується адміністративному округу Дармштадт. Входить до складу району Дармштадт-Дібург.
Площа — 86,84 км2. Населення становить 21 234 ос. (станом на 31 грудня 2020).